# Edward Frenkel
Edward Frenkel, russisch Эдуард Владимирович Френкель (* 2. Mai 1968 in Kolomna) ist ein russischstämmiger US-amerikanischer Mathematiker, der sich mit Darstellungstheorie, algebraischer Geometrie und mathematischer Physik beschäftigt.

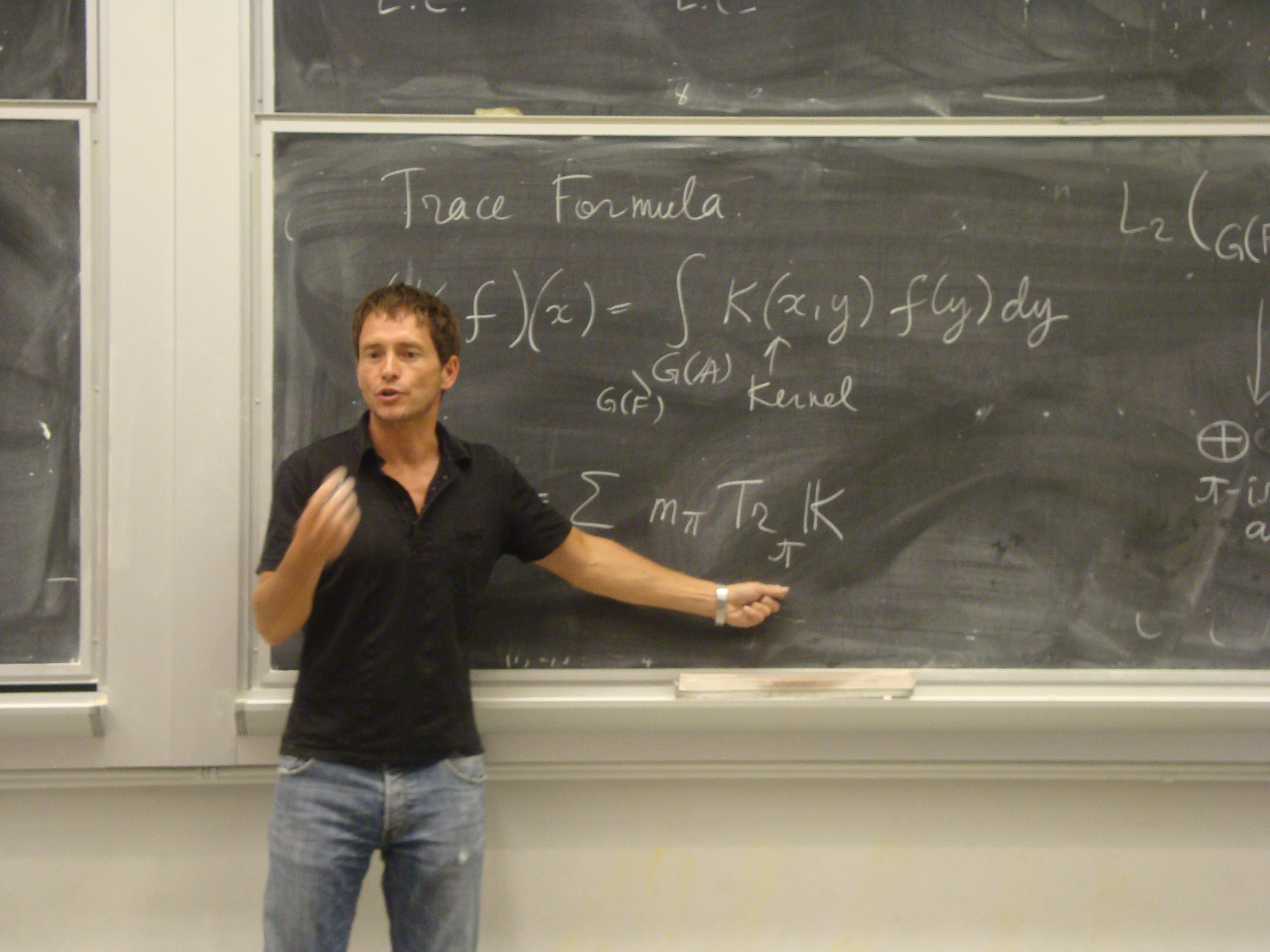
Edward Frenkel 2010

## Leben
Frenkel war Opfer der schikanösen Aufnahmeprüfungen, die jüdische Studenten an der Lomonossow-Universität diskriminierten, und studierte ab 1984 an der Universität für Öl und Gas in Moskau und besuchte Seminare bei Israel Gelfand. Noch in Moskau entwickelte er die als Wakimoto-Moduln bekannten Darstellungen von Kac-Moody-Algebren mit Boris Feigin. 1991 wurde er in Harvard bei Joseph Bernstein (und Boris Feigin) mit der Dissertation Affine Kac-Moody Algebras At The Critical Level And Quantum Drinfeld-Sokolov Reduction promoviert. Von 1995 bis 1997 war er Sloan Research Fellow. Zurzeit ist er Professor in Berkeley.
Frenkel ist eine der treibenden Kräfte in der Entwicklung des „geometrischen Langlands-Programms“, wo er mit Dennis Gaitsgory und Kari Vilonen zusammenarbeitete. Während das ursprüngliche Langlands-Programm die Verbindungen zwischen automorphen Darstellungen und Zahlentheorie verfolgte, hat das geometrische Langlands-Programm seine Motivation teilweise in der modernen Quantenfeldtheorie und Modellen der statistischen Mechanik (konforme Feldtheorien).
Zu seinen Doktoranden zählt David Ben-Zvi.

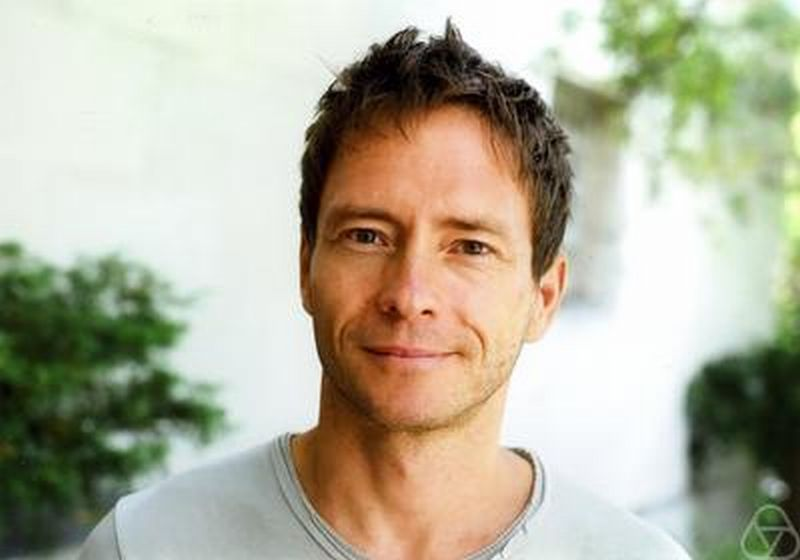
Edward Frenkel, Berkeley 2008

2002 erhielt er den ersten Hermann Weyl Prize. 1994 war er Invited Speaker auf dem Internationalen Mathematikerkongress in Zürich (Free field realizations in representation theory and conformal field theory). 2012 war er Samuel Eilenberg Lecturer an der Columbia University. Frenkel ist Mitglied der American Academy of Arts and Sciences. Für 2015 wurde ihm der Euler Book Prize zugesprochen. Er ist Fellow der American Mathematical Society.
Ein von ihm gedrehter Film (er spielt auch eine der Hauptrollen), der von Yukio Mishima inspiriert war und den er in Anlehnung an dessen Film von 1966 Rites of love and math nannte, verursachte 2010 in Berkeley einen Skandal. In der Werbung für den Film waren besonders erotische Szenen hervorgehoben worden, was (zusammen mit dem Film-Thema des Suizids) zu Protesten führte, so dass der Direktor des MSRI Robert Bryant, der die Aufführung zunächst unterstützen wollte, die Unterstützung absagen musste. Die Premiere des Kurzfilms fand April 2010 in Paris statt.

## Schriften
- Langlands Correspondence for Loop Groups. In: Cambridge Studies in Advanced Mathematics, 103, Cambridge University Press, 2007, ISBN 978-0-521-85443-6.
- Mit David Ben-Zvi: Vertex Algebras and Algebraic Curves. In: Mathematical Surveys and Monographs, 88, American Mathematical Society 2001, ISBN 0-8218-2894-0.
- Lectures on the Langlands program and conformal field theory. In: Pierre Cartier u. a.: Frontiers in Number Theory, Physics and Geometry. Band 2. Springer Verlag, 2007
- Frenkel: Vertex algebras and algebraic curves. In: Séminaire N. Bourbaki, 42, 1999–2000
- Frenkel: Recent Advances in the Langlands Program. 2003, arxiv:math.AG/0303074
- Frenkel: Lectures on the Langlands Program and Conformal Field Theory. Les Houches, 2005, arxiv:hep-th/0512172
- Frenkel, Gaitsgory, Vilonen: On the geometric Langlands conjecture. 2001, arxiv:math.AG/0012255
- Frenkel: The Langlands program, trace formulas, and their geometrization. In: Bulletin AMS, Band 50, 2013, S. 1–55.
- Love and Math: The heart of hidden reality. Basic Books, 2013; deutsch: Liebe und Mathematik. Springer Spektrum, 2014, ISBN 978-3-662-43420-8